# HD 75289
Étoile
Source de proche infrarouge (d)
Source astrophysique de rayons UV (d)
HD 75289 est une étoile double faible dans la constellation des Voiles. Le composant principal a une teinte jaune et une magnitude apparente de 6,35. Dans des circonstances exceptionnellement bonnes, il peut être visible à l'œil nu ; cependant, des jumelles sont généralement nécessaires. La paire est située à une distance de 95 années-lumière du Soleil sur la base de la parallaxe et s'éloigne du Système solaire avec une vitesse radiale de +10 km/s.
Le membre le plus brillant, le composant A, est une étoile de la séquence principale de type G comme le Soleil avec un type spectral G0V. En 1982, il a été classé supergéante, mais cela s'est avéré erroné. Elle a un âge comparable à celui du Soleil et est considéré comme riche en métaux, avec une plus grande abondance d'éléments plus lourds que le Soleil. L'étoile a 14 % de masse en plus que le Soleil et une circonférence 30 % plus grande. Il tourne avec une vitesse de rotation projetée de 3 km/s, ce qui lui donne une période de rotation d'environ 16 jours. L'étoile rayonne le double de la luminosité du Soleil depuis sa photosphère à une température effective de 6 184 K.
En 2004, un compagnon stellaire co-mobile a été identifié, sur la base d'une suggestion antérieure de 2001. Désignée composant B, cette naine rouge se trouve à une séparation angulaire de 21,5″, correspondant à une séparation projetée de 621 UA. Cependant, la distance radiale entre les étoiles est inconnue, elles sont donc probablement plus éloignées les unes des autres. Quoi qu’il en soit, une révolution autour des primaires prendrait des milliers d’années. L'étude qui a révélé la naine rouge exclut également tout autre compagnon stellaire au-delà de 140 UA et tout compagnon nain brun massif de 400 UA à 2 000 UA.

## Système planétaire
En 1999, une exoplanète HD 75289 b (en) ayant la moitié de la masse de Jupiter a été détectée en orbite autour de la planète primaire par la méthode des vitesses radiales. Cette exoplanète est un Jupiter chaud typique qui ne met que 3,51 jours environ pour tourner à une distance orbitale de 0,0482 UA.
| Planète | Masse              | Demi-grand axe (ua)   | Période orbitale (jours) | Excentricité  | Inclinaison | Rayon |
| ------- | ------------------ | --------------------- | ------------------------ | ------------- | ----------- | ----- |
| b       | ≥ 0,456 ± 0,010 MJ | 0,047 859 ± 0,000 002 | 3,509 16 ± 0,000 02      | 0,062 ± 0,022 |             |       |